# Голос. Дети (Россия, сезон 12)
Двенадцатый сезон телевизионного шоу «Голос. Дети» транслировался на российском «Первом канале» в период с 5 сентября по ноября 2025 года. Наставниками в этом сезоне стали Дима Билан, Владимир Пресняков и Наталья Подольская, а также Аида Гарифуллина. 